# Attaque de Lyon de 2002
L'attaque de Lyon de 2002 est un attentat antisémite qui a eu lieu en France. Le samedi 30 mars 2002, dans le quartier de La Duchère à Lyon, un groupe d’individus masqués a enfoncé les portes de la cour d’une synagogue avec deux voitures, dont l'une a atteint une salle de prière. Par la suite, les individus ont incendié les deux véhicules, causant des dégâts importants au bâtiment. Durant cette attaque, il n'y a pas eu de blessés.

## Déroulement
L’attaque s'est déroulée à une heure du matin dans un bâtiment vide. Selon des témoins oculaires les agresseurs étaient entre douze et quinze et portaient des masques ou des cagoules pour couvrir leur visage,,.
Cette attaque est la première d'une série d'attaques visant des cibles juives en France, dont cinq synagogues. Elles se sont toutes passées en une semaine, qui coïncidait avec la fête de Pessa'h, la pâque juive. Les autres cibles de ces attaques sont la synagogue Or-Aviv de Marseille, une synagogue de Strasbourg, où un incendie a endommagé les portes et la façade de l'immeuble et Le Kremlin-Bicêtre, une synagogue dans la banlieue de Paris.
L'un des agresseurs a été arrêté et condamné à deux ans de prison[Quand ?].

## Réactions
Le président de la Communauté Juive de La Duchère, Maurice Obadia, a déclaré que cette attaque était « un acte délibérément antisémite » et le président du Comité représentatif des israélites de France (CRIF) de la région Rhône-Alpes, Alain Jakubowicz décrit l'incendie criminel à La Duchère  comme un « acte de guerre ».
Le recteur de la mosquée de Lyon, Kamel Kabtane a, quant à lui, indiqué devant un public juif que « la communauté musulmane et tous les gens qui sont venus avec moi aujourd'hui veulent exprimer leur solidarité avec vous, et ils dénoncent avec vous et aussi fort que vous ces actes terroristes qui attaquent la liberté de religion » et qu'il souhaitait « concrètement prendre rendez-vous (...) pour réfléchir aux mesures à prendre » avec les responsables juifs.
Le Premier ministre français, Lionel Jospin, a décrit l'attaque comme « organisée et préméditée ». Il s'est dit « révolté » et a appelé au « respect des religions ».
Le Président français, Jacques Chirac a décrit l'attaque comme « indicible » et « inadmissible ».